# Завадский, Казимир

Герб Рогаля

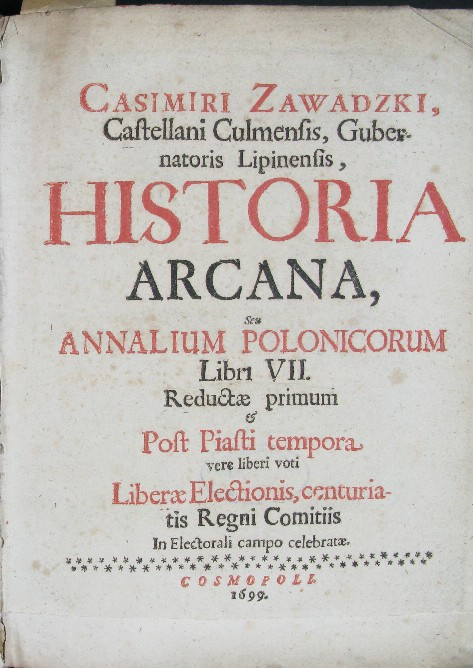
Книга Казимира Завадского «Historia arcana seu annalium polonicorum …» («Тайная история или польские анналы …»), изданная во Франкфурте, (1699)

Казимир Рогаля Завадский (пол. Kazimierz Rogala Zawadzki; 1642 — 6 апреля 1692) — польский политик, историк и писатель XVII века.

## Биография
Происходил из богатой шляхетской семьи Речи Посполитой. Сын подкомория парнавского Яна Завадского герба Рогаля. Образование получил в Польше, а затем продолжил учëбу за границей.
Благодаря полученному прекрасному образованию и большим способностям, в возрасте 19-ти лет уже служил выбранным от Мальборка членом Коронного трибунала  в Пио́тркуве. В 1688 г. вместе с братом Яном был избран от мальборского воеводства послом на варшавский сейм. Этот год стал началом политической карьеры молодого Казимира.
Он был послом на всех сеймах в период правления королей Яна II Казимира, Михаила Корибута Вишневецкого и Яна III Собеского. Позднее был избран в польский сенат.
Участник Хотинской битвы 1673 г.
Был подкоморием Мальборкским (1677), каштеляном холмским (1685), старостой пуцким.

## Творчество
Перу Казимира Завадского принадлежат произведения:
- «Gloria orbi Sarmatico consensu monstrata a Deo data» («Слава Сарматского мира…»), (1670) с описанием элекции короля Михаила Корибута—Вишневецкого
- «Tractatus super advertentiam defectuum in capitibus Imperii Sarmatici» (1676)
- «Speculum anomalium… seren. Joanni III Polonorum regis» (1690)
- «Historia arcana seu annalium polonicorum …» («Тайная история или польские анналы …»), изданная во Франкфурте, (1699)
- «Herculeus labor spreta praesentium invidia» («Геркулесов труд, отвергающий существующую зависть»), (1675). Произведение является ценным источником сведений о временах Михаила Корибута Вишневецкого.

Среди его многочисленных публикаций, написанных на латинском языке, особо выделяется трактат об ошибках представителей власть имущих у сарматов, опубликованной им в Кракове в 1676 году. Следующую книгу, значительно расширенную и под другим названием, напечатанную в Варшаве в 1690 г., автор посвятил Яну III Собескому. Из-за неё у автора возник конфликт с духовенством. Книга была признана преступным нарушением прав церковной юрисдикции. В результате весь напечатанный тираж книги был сожжëн на костре.
В течение короткой жизни К. Завадский, переживший период правления трёх королей, собрал и обработал историю польских сеймов, сделав ценные критические замечания.
Писатель отличался от своих современников остротой взгляда на политические проблемы того времени.
Во время правления Собеского он был одним из инициаторов разработки плана по присоединению к Речи княжества Пруссии и созданию сильных позиций Польши на Балтике. Предостерегал от усиления автономистских устремлений жителей Данцига (Гданська), предлагал строительство нового порта на Балтийском море, который бы конкурировал с Данцигом.
К. Завадский был типичным представителем польской шляхты. Имел собственных рейтар и драгунов, не чужды были ему нападения и наезды, часто инициированные его женой Людвикой Катажиной. Как писали о нëм современники: 

«Борется против магнатов, прусских городов, диссидентов (представителей иной веры), всевластия гетманов, срыва сеймов шляхтой, но дорожит золотой вольностью».
Похоронен в родовой усыпальнице в часовне францисканского костëла в г. Дзежгонь на севере Польши.